# F001
F001（えふ ぜろぜろいち）は、富士通東芝モバイルコミュニケーションズ（富士通ブランド、現・FCNT）が日本国内向けに開発した、auブランドを展開するKDDIおよび沖縄セルラー電話のCDMA 1X WIN対応携帯電話である。製造型番はFJ001（えふじぇい ぜろぜろいち）。

## 特徴
富士通東芝（当時、以下同じ）製東芝ブランドのT008の後継機種で、アクリル絵具ブランド「Liquitex」とのコラボレーションから生まれたフィーチャーフォン（従来型携帯電話）である。
充電端子は、auのフィーチャーフォンとしては初めて、従来のARIB-Bコネクタに代わり、microUSB・typeBコネクタを採用した。卓上ホルダの端子も同様である（ドコモ・SoftBankおよびイー・モバイル（イー・アクセス）のH11Tは、ARIB-Aと呼ばれるコネクタを採用。microUSB端子は、ウィルコム向けはWX330K以降の機種や、イー・モバイル向けではH31IAで採用されている）。
日本中央競馬会の電話投票・インターネット投票システムの「I-PAT」は一部利用できない（携帯アプリ版については2011年12月15日にダウンロード対応開始（ただし入出金については利用不可）。HTML版は現在も使用できない）旨が告知されている。
auより発売されているフィーチャーフォンで初めて緊急速報メールに対応した機種である。
富士通東芝の富士通ブランドとして開発したフィーチャーフォンは本機が唯一である。その後2012年4月1日に東芝は富士通東芝の株式を富士通に譲渡し、事実上携帯電話事業から撤退、富士通東芝は富士通モバイルコミュニケーションズに社名変更、2018年10月1日に2016年2月に新設された子会社富士通コネクテッドテクノロジーズに合併され消滅、2021年4月1日に社名をFCNTに変更の上、富士通グループを独立し、富士通(富士通東芝、富士通モバイルをも含めて)は携帯電話事業から完全撤退した。

## 沿革
- 2011年9月26日 - KDDI、および富士通東芝モバイルコミュニケーションズより公式発表。
- 2011年11月9日 - 東北・関西・中国地区にて先行発売。
- 2011年11月10日 - 関東・中部・四国・沖縄地区にて発売。
- 2011年11月11日 - 上記以外の地区にて発売。
- 2012年1月31日 - 本機種がauのフィーチャーフォンで初の「緊急速報メール」に対応。
- 2012年7月22日 - L800MHz帯（旧800MHz帯・CDMA Bandclass 3）の停波により、それ以降はN800MHz帯（新800MHz帯・CDMA Bandclass 0 Subclass 2）および2GHz帯（CDMA Bandclass 6）で利用する。
- 2013年2月 - 販売終了。
- 2022年3月31日 - 同キャリアにおける3Gサービスの完全終了・停波により、当機種は全て使用不可となる[5][6]。

## 主なサービス
| 主な対応サービス                                                                                   | 主な対応サービス                             | 主な対応サービス                                                                 | 主な対応サービス                                                 |
| -------------------------------------------------------------------------------------------------- | -------------------------------------------- | -------------------------------------------------------------------------------- | ---------------------------------------------------------------- |
| LISMO! (着うたフル/着うたフルプラス) (LISMOビデオクリップ) (LISMO Video) (LISMO Book) (LISMO WAVE) | EZケータイアレンジ ティーンズモード          | バーコードリーダー&メーカー                                                      | PCサイトビューアー                                               |
| au BOX                                                                                             | ワイヤレスミュージック (カーナビ×LISMO!対応) | au Smart Sports Run & Walk Karada Manager ゴルフ フイットネス カロリーカウンター | EZナビウォーク                                                   |
| EZ助手席ナビ                                                                                       | 安心ナビ                                     | 災害時ナビ                                                                       | ナカチェン                                                       |
| EZアプリ FullGame! Bluetooth対戦                                                                   | EZアプリ(J・B)                               | オープンアプリプレイヤー                                                         | PCドキュメントビューアー                                         |
| アレンジメニュー                                                                                   | クイックアクセスメニュー                     | じぶん銀行アプリ                                                                 | EZ・FM                                                           |
| EZチャンネル EZチャンネルプラス EZニュースフラッシュ EZニュースEX                                  | Bluetooth                                    | Touch Message                                                                    | EZFeliCa                                                         |
| ケータイ de PCメール                                                                               | デコレーションメール                         | デコレーションアニメ                                                             | au one メール                                                    |
| 緊急通報位置通知 緊急地震速報 緊急速報メール                                                       | ワンセグ                                     | グローバルパスポート (CDMA/GSM)                                                  | WIN HIGH SPEED 赤外線通信 auフェムトセル 無線LAN機能 (Wi-Fi WIN) |